# Luciano Monari
Luciano Monari, né le 28 mars 1942 à Sassuolo en Italie, est un évêque catholique italien, évêque de Brescia de juillet 2007 à juillet 2017.

## Biographie
Né à Sassuolo, dans la province de Reggio d'Émilie, Luciano Monari étudie au lycée classique de Reggio d'Émilie et, de 1961 à 1965, à l’Université pontificale grégorienne de Rome.
Il est ordonné prêtre le 20 juin 1965 par Gilberto Baroni (it), évêque de Reggio d'Émilie.
De 1968 a 1970, il était vice-assistant de l'Action catholique du diocèse. De 1970 a 1980, il était assistant.

### Évêque
Élu évêque de Plaisance le 23 juin 1995, il est consacré le 2 septembre 1995 par le card. Camillo Ruini. Il arrive à Plaisance le jour suivant et entre en fonction en y disant sa première messe.
Il est aussi vice-président de la Conférence épiscopale italienne pour le Nord.
Le 19 juillet 2007, le Pape Benoît XVI l'a transféré au diocèse de Brescia où il est entré en fonction le 14 octobre 2007.
Il se retire dix ans plus tard, le 12 juillet 12 juillet 2017, à l'âge de 75 ans.

### Devise épiscopale
« Evangelium non erubesco » (« Je ne rougis pas de l’Évangile »).

## Succession apostolique
Luciano Monari a ordonné les évêques suivants :
- Archevêque Antonio Lanfranchi (it) (2004)
- Évêque Carlo Bresciani (it) (2014)
- Évêque Gianmarco Busca (it) (2016)
- Évêque Ovidio Vezzoli (it) (2017)